# Maynard Solomon
Pour les articles homonymes, voir Solomon.
Maynard Elliott Solomon, né le 5 janvier 1930 à Manhattan et mort le 28 septembre 2020 à Manhattan, de la maladie à corps de Lewy,, est un des cofondateurs du label Vanguard Records et un producteur de musique. Plus récemment, il s'est fait connaître pour son travail sur la musique classique viennoise, plus précisément sur Beethoven (il a écrit une biographie influente et une série d'essais important), Mozart (une biographie) et Schubert. Salomon a été le premier à proposer ouvertement l'homosexualité de Schubert dans un cadre érudit.

## Carrière

### Producteur musical
Maynard Solomon fonde Vanguard Records conjointement avec son frère Seymour Salomon en 1950. Le label est l'un des premiers à publier de la musique folk et blues des quinze années à venir. Il a ainsi produit plusieurs albums et rédige les notes d'accompagnement des disques.
Le premier contrat signé de Vanguard est avec The Weavers, un ensemble de musique folk new-yorkais. Il s'agit du premier grand succès commercial du label avec le groupe lors du concert de 1955 à Carnegie Hall. Salomon acquiert aussi les droits pour l'enregistrement et la commercialisation au Newport Folk Festival ; ce qui signifie qu'il peut publier des enregistrements par des artistes n'ayant pas signé avec Vanguard. Au cours de cette période, Elektra Records est le principal concurrent pour les artistes populaires. Leurs chanteurs, Phil Ochs et Judy Collins, ont été enregistrés à Newport, comme l'a été le jeune et dynamique artiste de Columbia, Bob Dylan.
Salomon insistait sur une apparence correcte sur scène et l'importance d'une diction claire, point de vue en accord avec la majorité de l'opinion publique de l'époque. Avec plus de courage, il signe avec Paul Robeson pour Vanguard à la hauteur de l'ère McCarthy.
En 1959, il signe un contrat avec Joan Baez, qui devait rester fidèle au label pour les douze années suivantes. Deux ans plus tard, Vanguard enregistre Odetta à l'hôtel de Ville (New York). L'enregistrement de The Rooftop Singers, « Walk Right In », en 1963, une des meilleures ventes des deux côtés de l'Atlantique, est produit par Salomon, ainsi que certaines de leurs autres chansons. Malheureusement, leur single suivant, « Tom Cat », a été interdit étant légèrement suggestif, mais pourtant bien apprivoisés par les normes modernes. C'est probablement sous l’influence de Salomon que Joan Baez enregistre la Bachianas Brasileiras no 5 de Villa-Lobos.
L'adhésion de Salomon aux idées marxistes a été une force motrice dans ces premières années, mais ses écrits ne le reflètent explicitement seulement qu'en 1973. Son livre Marxism and Art a été continuellement réimprimé depuis.
À la fin des années 1960, Vanguard a quelques succès avec les artistes de rock, Country Joe and the Fish (aujourd'hui Country Joe McDonald), ainsi qu'avec quelques disques de jazz, de blues ou de disco qui n'ont pas résisté à l'épreuve du temps. 

### Musicologue
Ensuite Salomon entame une seconde carrière en tant que musicologue, notamment en tant qu'auteur de notices biographiques et son travail (en particulier ses études sur Mozart et Beethoven) a rencontré éloges et critiques, notamment des interprétations psychologiques trop simplistes de ses sujets. Une des caractéristiques de l'approche de Salomon est l'examen minutieux de la preuve scientifique, souvent dans le but de soutenir de nouvelles hypothèses sur les événements ou les motivations des grands compositeurs en question et ceux qui les entourent. Une grande partie de l'effort semble résider dans les tentatives de confronter certaines idées qui doivent être analysées. Salomon est également prudent pour éviter la non répétition des formules anciennes dans les notices biographiques ; par exemple, comme d'autres récents biographes, il caractérise 1791, la dernière année de la vie de Mozart, comme une renaissance personnelle, stoppée par la maladie finale plutôt qu'un glissement constant vers la tombe, typique de biographies plus traditionnelles. De façon plus audacieuse, il n'a pas hésité à proposer des analyses psychologiques de ses sujets. Il a toutefois été critiqué par certains musicologues pour — selon leur opinion et leurs propos — des « hypothèses anachroniques et un manque de compréhension des dix-huitième et dix-neuvième siècle allemand »,,.
En 1997, Salomon devient membre de l'association internationale de musicologie et est nommé lors de son congrès à Londres. Il est l'auteur, plus récemment, de Mozart : Une Vie, finaliste pour le Prix Pulitzer catégorie biographie, qui remporte le prix Deems Taylor, comme l'a fait sa biographie de Ludwig van Beethoven et son étude sur Charles Ives (Charles Ives: Some Questions of Veracity, 1987). Son ouvrage Beethoven Essays remporte le prix Otto Kinkeldey, du meilleur livre remarquable sur la musique, publié en 1988.
Rédacteur en chef adjoint de l'American Imago et cofondateur de la Bach Guilde (une filiale du label Vanguard), il a également publié des articles sur la psychanalyse appliquée et édité plusieurs livres sur l'esthétique. Ses projets actuels comprennent une biographie de Schubert et un livre provisoirement intitulé « Beethoven : au-delà du classicisme. Il a occupé des postes de professeur invité à Yale, Harvard et Columbia et est actuellement à la faculté des études supérieures de la Juilliard School.

## Écrits
- (en) Maynard Solomon et Eric von Schmidt, The Joan Baez Songbook, 1964
- (en) Joan Baez, Maynard Solomon et Eric von Schmidt, Noel: The Joan Baez Christmas Songbook, 1967
- (en) Marxism and Art, 1973 (OCLC 573077)
- (en) Myth Creativity Psychoanalysis: Essays in Honor of Harry Slochower, 1979
- (en) Maynard Solomon, Mozart : A Life, Harper Perennial, 1996 (OCLC 31435799)
- (en) Beethoven, 1977 (réimpr. 1998, 2001) (OCLC 49629328)
  - Maynard Solomon (trad. de l'anglais par Hans Hildenbrand et Jean Nithart), Beethoven, Paris, Fayard, 2003, 570 p. (ISBN 2-213-61305-2, OCLC 53859243, BNF 38960806)
- (en) Beethoven Essays, 1988 (OCLC 17234215)Remporte le prix Otto Kinkeldey de l’American Musicological Society.
- (en) Late Beethoven: Music, Thought, Imagination, 2004 (OCLC 50510782)

### Articles
- (en) « Beethoven and the Enlightenment », TELOS, New York, Telos Press, no 19,‎ printemps 1974 (DOI 10.3817/0374019146)
- (en) « Charles Ives: Some Questions of Veracity », Journal of the American Musicological Society, vol. 40, no 3,‎ automne 1987, p. 443-470 (ISSN 0003-0139, lire en ligne)
- (en) « Franz Schubert and the Peacocks of Benvenuto Cellini », 19th-Century Music/University of California Press, vol. 12, no 3,‎ été 1989, p. 193–206 (ISSN 0148-2076, JSTOR 746501, lire en ligne)

### Traductions
- Beethovens Tagebuch (facsimilé de la copie de A. Gräffer 1827, transcription et commentaires), Bonn, éd. Sieghard Brandenburg, (1990), IX-196 p. (OCLC 22468463) rééd. des Beethoven studies, 1982
- Beethovens Tagebuch, 1812-1818, Bonn, Publications spéciales Beethoven-Haus, (2005) 115  p. (OCLC 60116316)
- Gerhard von Breuning (de), Memories of Beethoven [« Aus dem Schwarzspanierhause »] (2003) (OCLC 24909042) traduit avec Henry Mins.